# Homarida
Homarida è un clado proposto di crostacei decapodi appartenente all’infraordine degli Astacidea. Comprende i cosiddetti astici, tipicamente riconosciuti nella superfamiglia Nephropoidea, e potenzialmente anche la famiglia Enoplometopodidae.
Il nome deriva dalla famiglia Homaridae, introdotta da Bate nel 1888.

## Caratteristiche
La monofilia del gruppo Homarida è incerta, poiché le apomorfie riscontrate sono poche, deboli e non presenti in tutti i rappresentanti noti. Le caratteristiche morfologiche principali, alcune delle quali condivise soprattutto all'interno dei Nephropoidea, includono:
- Presenza di un pattern caratteristico sul carapace, dove il solco cervicale e quello epatico (o antennale) formano una figura a “W” laterale, osservabile in generi come Homarus, Nephrops, Nephropsis e Thaumastocheles. Il genere Enoplometopus non presenta solchi significativi.
- Il telson presenta una coppia di robuste spine postero-laterali. Sebbene questa caratteristica sia esclusiva di molti Homarida, spine simili sono anche presenti in altri Reptantia come i membri degli Astacidae e degli Achelata, ma posizionate più anteriormente.
- Nelle prime fasi larvali, il telson è a forma di mezzaluna, con una robusta spina mediana e due spine laterali. Questa morfologia è documentata in specie come Homarus americanus, Nephrops norvegicus e Metanephrops challengeri.
- I giovani schiudono con tutti i pereiopodi già formati, ma sono privi di pleopodi e uropodi, corrispondenti a uno stadio avanzato di zoea o mysis. Questo pattern è caratteristico degli Homarida, distinto dagli altri Pleocyemata che solitamente schiudono in stadi larvali più precoci.
- Gli spermatozoi dei Nephropoidea mostrano un acrosoma allungato, a differenza della morfologia sferica considerata plesiomorfica, come osservato in Enoplometopus.[1]

## Filogenesi
Sebbene alcuni autori includano anche gli Enoplometopodidae all’interno degli Homarida (de Saint Laurent, 1988), l’assenza di molte delle apomorfie sopra elencate nei rappresentanti di questa famiglia rende controversa la loro appartenenza al clado. Il gruppo è quindi considerato di validità incerta in termini cladistici.

## Tassonomia
Il clado Homarida comprende due sottofamiglie, ed è così classificato:
- Clado Homarida
  - Superfamiglia Nephropoidea
    - Famiglia Homaridae
    - Famiglia Nephropidae
    - Famiglia Thaumastochelidae

  - Superfamiglia Enoplometopoidea
  - Famiglia Enoplometopodidae[3]

## Storia e studi
Il concetto di Homarida si è sviluppato nel contesto della sistematica dei decapodi a partire dagli studi morfologici e larvali.
 Tuttavia, l’instabilità di alcune sinapomorfie, la mancanza di dati larvali per molti taxa e la presenza di tratti condivisi con altri Decapoda ne rendono instabile la classificazione.